# Begonia pseudolubbersii
Espèce
Begonia pseudolubbersii, anciennement orthographié pseudo-lubbersii, est une espèce de plantes de la famille des Begoniaceae. Ce bégonia est originaire du Brésil. L'espèce fait partie de la section Pereira. Elle a été décrite en 1957 par Alexander Curt Brade (1881-1971). L'épithète spécifique pseudolubbersii signifie « faux lubbersii », en référence à sa ressemblance avec Begonia lubbersii.
En 2018, l'espèce a été assignée à une nouvelle section Pereira, au lieu de la section Gaerdtia.

## Répartition géographique
Cette espèce est originaire du pays suivant : Brésil.